# Надалин
Надали́н (итал. Nadalin) — разновидность итальянской сладкой выпечки, рождественский хлеб из города Вероны. Считается, что надалин существовал уже в XIII веке, когда Верона находилась под властью семьи Делла Скала. Надалин — низкий кекс в форме звезды, что отсылает к Вифлеемской звезде. В XIX веке на основе надалина был создан рождественский кекс пандоро — более высокий и ароматный, но менее сладкий. Пандоро быстро распространился по всей Италии, постепенно став общеитальянским десертом и утратив свою непосредственную связь с Вероной. После этого многие веронцы, желая подчеркнуть свою идентичность, вернулись к изготовлению надалинов. В 2012 году надалин был официально признан местным сертифицированным продуктом города Вероны.